# Baal

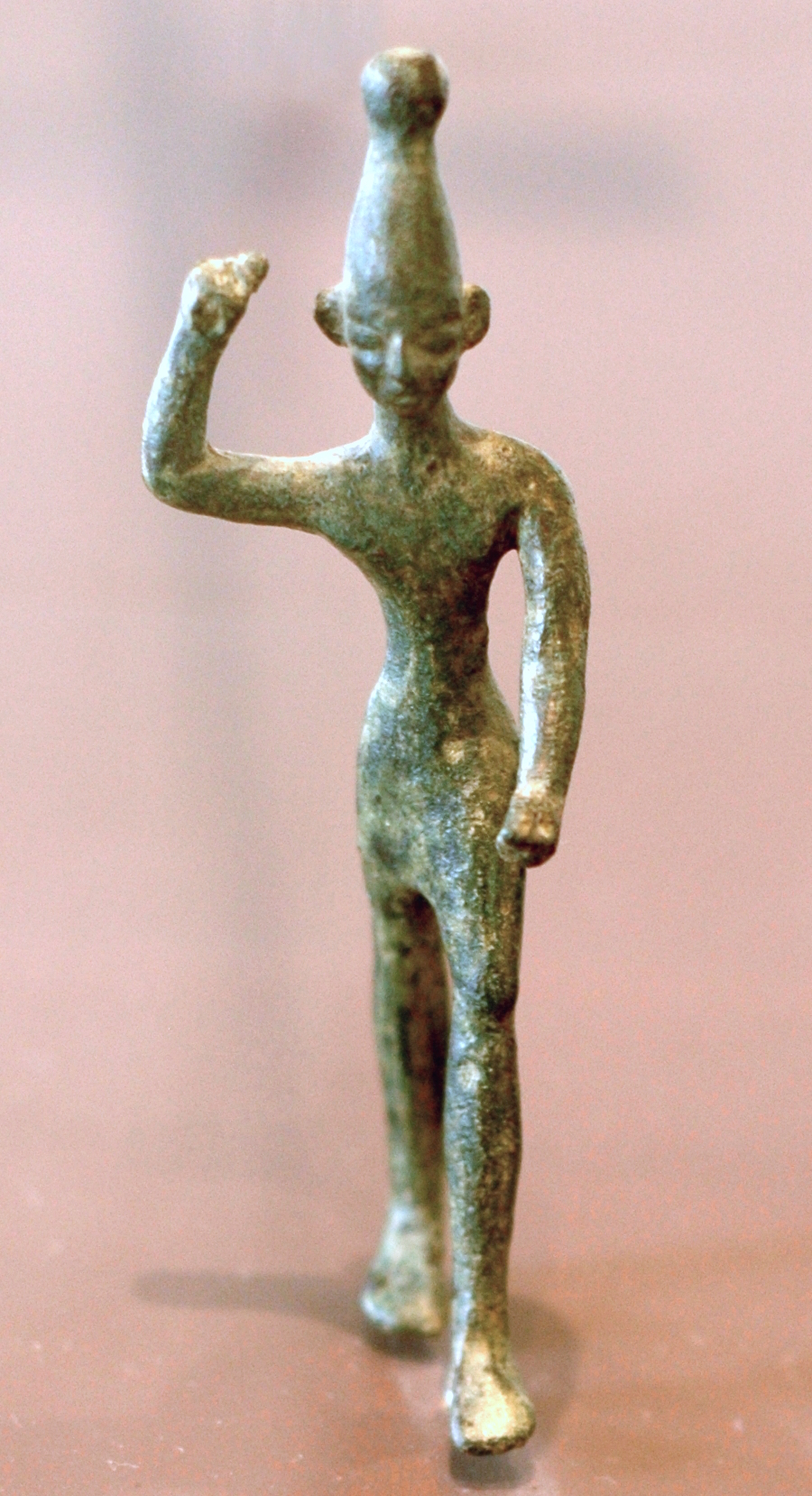
Baalfigur från Ugarit i Louvren.

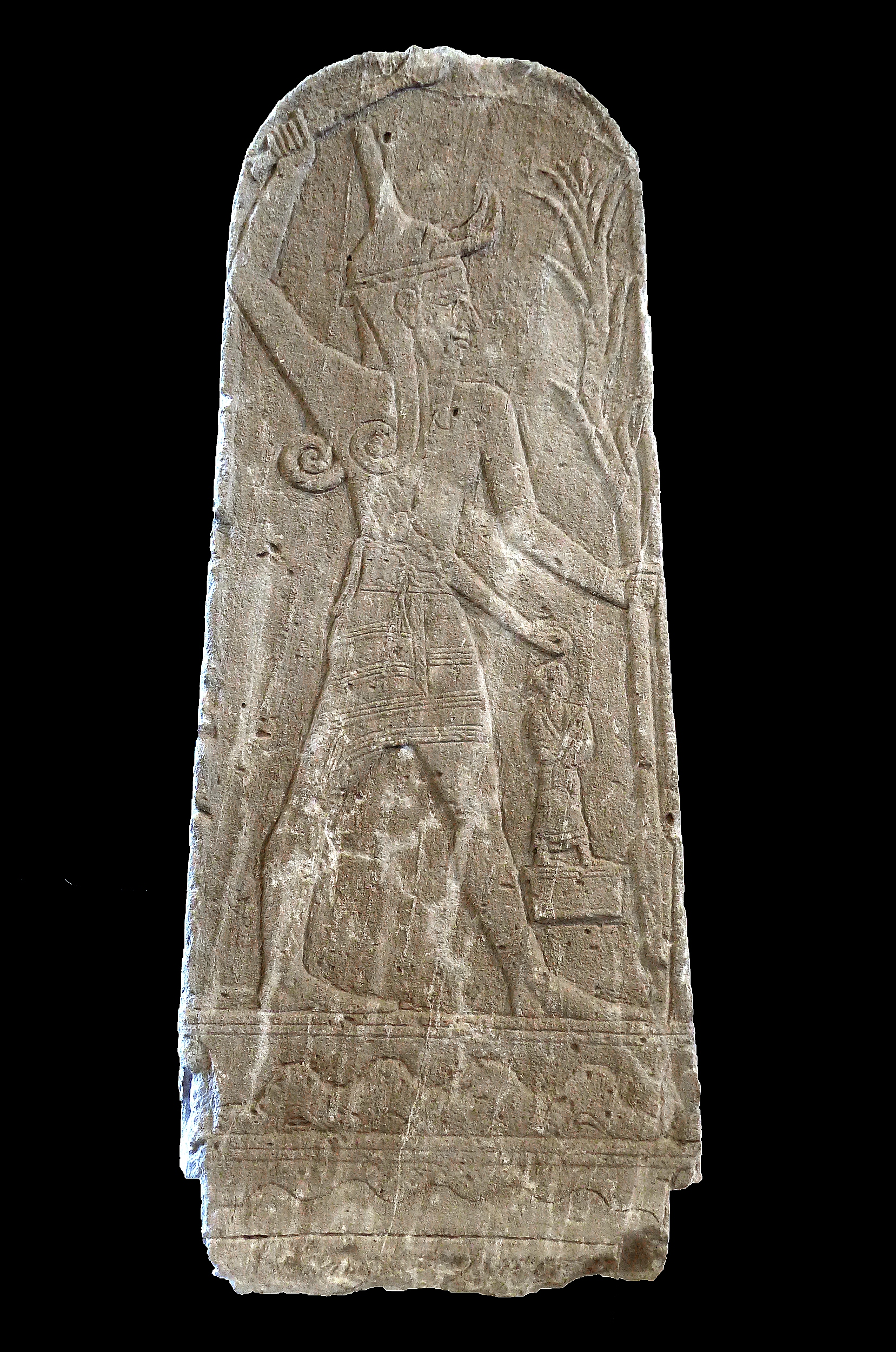
P1050759 Louvre stèle du Baal au foudre rwk

Baal ('herre') är i syrisk-fenicisk mytologi en storm- och fruktbarhetsgud, son till El.
Baal dyrkades av de semitiska folken i Syrien och i Kanaans land under forntiden. Dyrkan av Baal fördes även till det forntida Egypten av hyksos, och till Karthago av fenicierna.
I mytologin går Baal, här vanligtvis identifierad med Hadad, segrande ur en långvarig konflikt med havsguden Yam, och blir gudarnas herre (den så kallade Baal-cykeln). Baal kunde även ses som en manifestation av solen. En gudinnetitel, Baalat ("härskarinna") utgör motpart till Baal, men det fanns flera gudinnor som bar denna titel, bland annat Baalat Gebal, även känd som Baaltis (som senare skulle utvecklas till gudinnan Atargatis).
Baal omnämns i Bibeln som sinnebilden av en falsk gud och en konkurrent till Jahve hos folket. En stark konfrontation skildras i berättelsen om Elia och Baalsprofeterna där profeten Elia utmanar Baals profeter på Karmelberget. Elia, som representant för Jahves tillbedjare, å ena sidan och Baals profeter å andra sidan skall resa varsitt altare och be sin respektive gud att själv antända sitt offer. I berättelsen dansar och sargar sig Baals profeter förgäves, medan Elias altare antänds av eld från himlen när han ber om det. Berättelsen återfinns i Första Kungaboken kapitel 18.

## Flera baaler
Noga taget är Baal en titel (med innebörden "Herre"), snarare än ett personnamn, och ett antal sinsemellan ganska olika västsemitiska gudar förekom under denna titel: Väderguden Baal Hadad (som spelar huvudrollen i myterna från Ugarit och som liknar den grekiske Zeus), Baal Melqart (som dog och uppväcktes vid doften av grillad vaktel, som kanske är den Baal vars profeter hamnar i konflikt med Elia, och som grekerna identifierade med Herakles), Baal Hammon som är belagd i den feniciska kolonin Karthago, samt den senantike himmelsguden Baal Shamin (som innehållsmässigt liknar den mesopotamiske guden Anu och den grekiske guden Uranos).
Även benämningen Beelzebub, som via Nya testamentet kommit att syfta på Djävulen, härstammar troligtvis från Baal. Enligt traditionen då Baal sebub ("Flugornas herre") alternativt en förvrängning av gudsnamnet Baal Sebul ("den höge Herren").